# لیک موهاک (نیوجرسی)
لیک موهاک (به انگلیسی: Lake Mohawk) یک منطقهٔ مسکونی در ایالات متحده آمریکا است که در بیریم، نیوجرسی واقع شده‌است. لیک موهاک ۱۵٫۹۸۷ کیلومتر مربع مساحت و ۹٬۹۱۶ نفر جمعیت دارد و ۲۶۵ متر بالاتر از سطح دریا واقع شده‌است.